# White Sulphur Springs (Montana)
White Sulphur Springs é uma cidade localizada no estado americano de Montana, no Condado de Meagher.

## Demografia
Segundo o censo americano de 2000, a sua população era de 984 habitantes.
Em 2006, foi estimada uma população de 1002, um aumento de 18 (1.8%).

## Geografia
De acordo com o United States Census Bureau tem uma área de
2,4 km², dos quais 2,4 km² cobertos por terra e 0,0 km² cobertos por água. White Sulphur Springs localiza-se a aproximadamente 1526 m acima do nível do mar.

## Localidades na vizinhança
O diagrama seguinte representa as localidades num raio de 60 km ao redor de White Sulphur Springs.